# Ministeriële verantwoordelijkheid

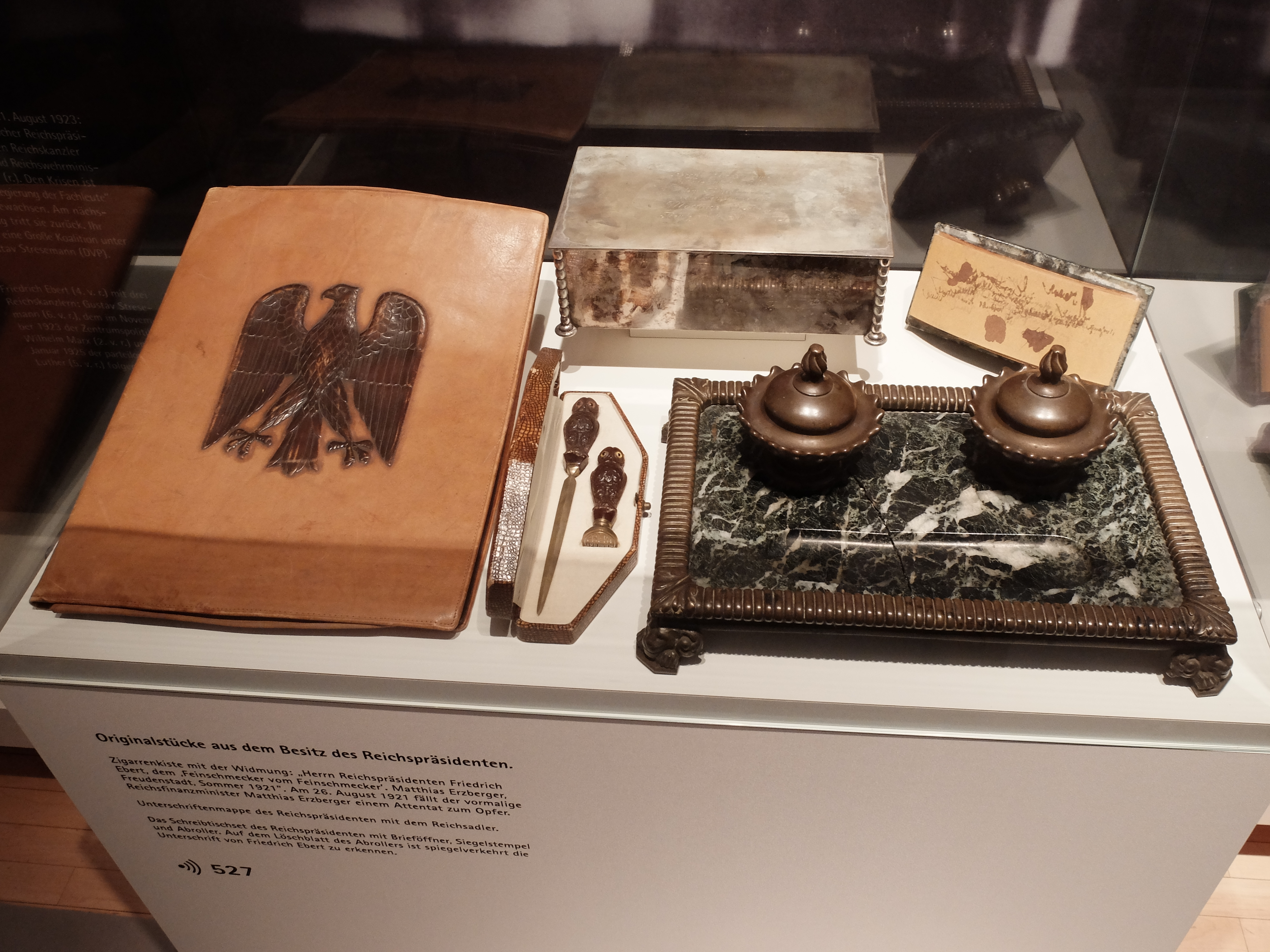
Museumkast met enkele dienstvoorwerpen van Friedrich Ebert, Duits Rijkspresident tussen 1919 en 1925. Links ziet men een brievenmap met daarin de te ondertekenen documenten, in het midden zijn briefopener en lakstempel rechts een marmeren inktstel met rechtsboven een bijbehorende inktblotter of vloeistempel (voor het drogen van de inkt). Alle handelingen van de Rijkspresident moesten door een lid van de regering gegengezeichnet worden. Door dit contreseign werd duidelijk dat het staatshoofd in overeenstemming met de regering handelde.

Ministeriële verantwoordelijkheid is de staatsrechtelijke rechtsfiguur waarbij de ministers en niet het staatshoofd, de Koning, verantwoordelijk zijn voor de daden van het staatshoofd. De verantwoordelijkheid wordt meestal afgelegd in het parlement. Dit principe is daarom een belangrijk beginsel in landen met een parlementair systeem en geldt in de meeste hedendaagse democratieën. Het wordt uitgeoefend door het gebruik van de tegentekening, ook het contraseign genoemd.
Het contreseign is de medeondertekening door een minister van wetten en koninklijke besluiten. Doordat naast het staatshoofd een minister (of staatssecretaris) medeondertekent, blijkt dat niet het staatshoofd maar de minister verantwoordelijk is.
Het begrip ministeriële verantwoordelijkheid is mogelijk gepropageerd door de politieke filosoof Benjamin Constant.

## België

### Ontstaan van het principe
Het Nationaal Congres keurde de Grondwet van 7 februari 1831 goed, met daarin de uitdrukkelijke omschrijving van de ministeriële verantwoordelijkheid ten aanzien van het parlement, meermaals opgenomen in de Grondwet, met name in de artikelen 88, 90, 101, 102 en 106.
Artikel 88 schrijft voor: De persoon des Konings is onschendbaar; zijn ministers zijn verantwoordelijk
De verantwoordelijkheid is dubbel:
- politieke verantwoordelijkheid voor alle wetten en koninklijke besluiten door de koning ondertekend, alsook voor alle politieke daden of verklaringen door de koning, hiermee de onschendbaarheid van de monarch bevestigend,
- politieke verantwoordelijkheid voor alle beslissingen genomen door de regering, hetzij als regering hetzij als individueel minister.

### Toepassing van het principe ten overstaan van de monarchie

#### Onder Leopold I
Toen hem de koningstroon werd aangeboden, reageerde Leopold tegenover de Belgische delegatie als volgt: Mijne Heren, U hebt de monarchie wel hardvochtig bejegend, terwijl ze niet aanwezig was om zich te verdedigen. Uw grondwet is vrees ik wel heel democratisch, maar met wat goede wil van beide kanten moet het wel werkbaar zijn.
De koning volgde in grote mate de regering, door het ondertekenen van de wetten en besluiten die hem werden voorgelegd. Het belette niet dat hij invloed uitoefende op de regering, van wie hij de zittingen voorzat. Wat betreft de buitenlandse zaken voerde hij een persoonlijke politiek, niet steeds onder ministeriële verantwoordelijkheid, aldus een tweehoofdige diplomatie inluidend.
Hij verstond het artikel 65 van de grondwet ("De Koning benoemt en ontslaat zijn ministers") als een effectief en minstens tot in 1848 ondeelbaar koninklijk prerogatief. Verschillende regeringen namen ontslag vanwege meningsverschillen met de koning. Dit was het geval met de regeringen de Mûelenaere (1832) en Goblet (1834). Normaal moest een regering vallen door een stemming in het parlement waarbij het vertrouwen werd ontnomen, maar dat gebeurde niet. Omgekeerd wanneer de regering het parlement wilde ontbinden, weigerde de koning  bij herhaling hierop in te gaan, onder meer in 1841 en 1845.

#### Onder Leopold II
Leopold II volgde dezelfde werkwijze als zijn vader. Hij bleef nauw verbonden met de regeringen, waarvan hij de bijeenkomsten voorzat. Als hij het niet eens was met sommige genomen beslissingen liet hij de teksten ongetekend in een lade steken of stuurde ze terug met verzoek tot herziening. Hij kon zijn vrije beslissingslust de vrije loop laten zodra hij de leiding had over de Onafhankelijke Congostaat.

#### Onder Albert I
Naar aanleiding van de Eerste Wereldoorlog werd duidelijk dat de koning het in de grondwet voorziene artikel de koning is opperbevelhebber van het leger als een effectief koninklijk prerogatief beschouwde, waarbij hij dit bevelhebberschap kon opnemen buiten de noodzaak van een ministeriële verantwoordelijkheid. Hoewel dit vaak aanleiding gaf tot discussies met eerste minister de Broqueville, bleven deze beperkt, enerzijds door de uitzonderlijkheid van de toestand, anderzijds door het morele gezag en de populariteit van de koning.

#### Onder Leopold III
Bij het uitbreken van de Tweede Wereldoorlog volgde Leopold trouw de werkwijze van zijn vader en nam op 10 mei 1940 onmiddellijk het opperbevelhebberschap van het leger op zich, los van de ministeriële verantwoordelijkheid. Deze zienswijze leidde tot een frontale botsing met de regering-Pierlot en lag aan de oorsprong van de koningskwestie. Toen de koning in 1950 uit ballingschap terugkeerde, vond hij niemand bereid een regering te vormen en moest noodgedwongen afstand doen van de troon.

#### Actuele toestand
De lezingen van de grondwet op een  wijze die aan de koning sommige eigen verantwoordelijkheden toebedeelden, los van de ministeriële verantwoordelijkheid, waren na 1950 niet meer houdbaar. Niet alleen kwam dit door een meer scherp begrip van de grondwet, maar ook door de evolutie die bijvoorbeeld maakte dat het leger onder internationaal gezag kwam (NAVO) en er geen ruimte meer overbleef voor een opperbevel door de koning.
In 1990 ontstond op een ander domein, dat van de ethische kwesties, een mini-koningskwestie. Toen koning  Boudewijn van België zich in de onmogelijkheid achtte om de door het parlement goedgekeurde abortuswet te ondertekenen, moest een vorm van grondwettelijke spitstechnologie worden aangewend om uit de problemen te komen. Algemeen werd aanvaard dat dit incident niet meer voor herhaling vatbaar was en voortaan alle wetten en besluiten automatisch door de monarch moesten worden ondertekend.
Het is algemeen aanvaard dat het ontbloten van de kroon niet aanvaardbaar is, hetgeen zich onder meer uit door de colloque singulier, de zwijgplicht over de audiënties bij de koning door de leden van de regering.
Sinds de opstelling van de grondwet en tot op vandaag is er steeds een zekere noodzaak van interpretatie geweest om vast te stellen wanneer de koning 'als persoon' werd bedoeld, en wanneer het ging om de 'uitvoerende macht', d.w.z. 'de koning en de regering als geheel', of minstens 'de koning en een minister'. Het is nu algemeen aanvaard dat er geen ruimte meer overblijft voor 'de koning als persoon' en steeds de 'uitvoerende macht' wordt bedoeld. Niettemin kan men vaststellen dat zowel in de pers als bij de publieke opinie nog steeds sommige bevoegdheden als persoonlijk worden aangevoeld, daar waar ze nochtans evenzeer onder de ministeriële verantwoordelijkheid vallen. Het gaat meer bepaald om de genadeverlening en om het verlenen van adellijke gunsten.

### Toepassing van het principe ten overstaan van de regering
De grondwet voorziet:
- Art. 101. De ministers zijn verantwoordelijk tegenover de Kamer van volksvertegenwoordigers.
- Art. 103. Ministers worden voor misdrijven die zij in de uitoefening van hun ambt mochten hebben gepleegd, uitsluitend berecht door het hof van beroep. Hetzelfde geldt voor misdrijven die ministers buiten de uitoefening van hun ambt mochten hebben gepleegd en waarvoor zij worden berecht tijdens hun ambtstermijn.

Als de koning onschendbaar was, moest de verantwoordelijkheid van de regering worden gedefinieerd. Als het om een politieke verantwoordelijkheid ging, dan was het geen probleem: de regering of de individuele minister nam die verantwoordelijkheid op zich, of nam desgevallend ontslag.
Een nijpender probleem was de mogelijkheid dat een minister de wet schond of tegen het algemeen belang handelde. In dit geval moest hij kunnen geoordeeld en desgevallend veroordeeld worden. De grondwet voorzag deze mogelijkheid in principe, maar de uitvoering zou bij wet gebeuren. Dit werd steeds maar uitgesteld, zodanig dat er pas na 1990 een uitvoeringsbesluit tot stand kwam.
Daarbij was er ook nog de nodige wettelijke tussenkomst indien ministers tijdens hun functie maar zonder dat het burgerlijk of strafrechtelijk misdrijf dat ze bedreven hadden iets met die functie te maken hadden, moest bestraft worden.

#### Ten aanzien van het eigen regeringsbeleid
Ten aanzien van het regeringsbeleid werd de mogelijkheid dat de regering een wet zou overtreden hebben of tegen het algemeen belang zou hebben gehandeld, niet eens voor mogelijk gehouden. Het ontslag van de regering of van een minister werd in alle gevallen als een voldoende sanctie aanzien.

#### Ontslag van een minister
Er zijn vaak gevallen waarin de persoonlijke of politieke verantwoordelijkheid van een individuele minister wordt in vraag gesteld en deze hieruit het gevolg trekt ontslag te nemen. Voorbeelden hiervan:
- Eerste minister Paul van Zeeland nam ontslag na beschuldigingen dat hij nog mee had genoten van premies uitbetaald door de Nationale Bank, in 1937.
- De ministers van Justitie Paul Struye en Joseph Pholien namen ontslag vanwege discussies over de bestraffing van collaborateurs, respectievelijk in 1948 en 1952.
- De ministers Johan Vande Lanotte (Binnenlandse Zaken) en Stefaan De Clerck (Justitie) namen ontslag als gevolg van de ontsnapping van Dutroux in 1998.
- Minister Louis Tobback (Binnenlandse Zaken) nam ontslag ten gevolge van de dood van de uitgewezen Semira Adamu, in 1998.
- Ministers Karel Pinxten (Landbouw) en Marcel Colla (Volksgezondheid) namen ontslag als gevolg van de dioxinecrisis in 1999.
- Minister Vincent Van Quickenborne nam ontslag na fouten die leidden tot de terreuraanslag op Zweden in Brussel in 2023.

Als een minister een strafrechtelijke daad had gesteld kon hij, op last van de Kamer van volksvertegenwoordigers, door het Hof van Cassatie worden geoordeeld en desgevallend veroordeeld. Voorvallen kwamen uiterst zelden voor.
- In 1865 vocht generaal en minister van Oorlog Pierre Chazal een duel uit met volksvertegenwoordiger Jan De Laet. Beiden kregen een lichte veroordeling, gelet op het verbod op de duels. Pas een jaar later nam Chazal ontslag als minister.

## Nederland

### Ontstaan van het principe
Bij het ontstaan van het Verenigd Koninkrijk der Nederlanden in 1815 kende deze staat geen ministeriële verantwoordelijkheid. Willem I regeerde als een verlicht despoot en niet als een constitutioneel monarch. In die tijd was een minister slechts een dienaar van de Koning.
Reeds in 1815 was het een Belgische verzuchting om het principe van de ministeriële verantwoordelijkheid op te nemen in de Grondwet, maar het voorstel werd toen afgewezen. Het uitblijven van ministeriële verantwoordelijkheid en de daaruit volgende besluitenregering van Willem I zorgde voor conflicten tussen Belgische liberalen en koning Willem I en was zo medeoorzaak van de Belgische Revolutie, die uiteindelijk resulteerde in een definitieve breuk tussen noord en zuid.
Na de onafhankelijkheid zou het het Nationaal Congres, de grondwetgevende vergadering, het principe in 1831 opnemen in de Belgische Grondwet. In de Nederlandse Grondwet gebeurde dit pas in 1848. Het principe werd in Nederland door Johan Rudolph Thorbecke geïntroduceerd, in opdracht van koning Willem II. Hierdoor veranderde het Nederlandse staatsbestel in een parlementaire monarchie. Met deze grondwetswijzigingen werd het ministerschap bevestigd als een zelfstandig ambt, dat los staat van de Koning. Later werd ook het ambt van staatssecretaris een ambt met een zelfstandige betekenis.
Een gedeeltelijke, strafrechtelijke, ministeriële verantwoordelijkheid was echter al ingevoerd met de grondwetswijziging van 1840. In die grondwetswijziging was bepaald dat een minister strafrechtelijk aansprakelijk is voor zijn handelen. Bovendien moesten voortaan alle koninklijke besluiten en beschikkingen medeondertekend worden door de betrokken minister (het hierboven genoemde contraseign). In de woorden van de Grondwet van 1840:
- Artikel 75. De hoofden der ministeriële departementen zijn verantwoordelijk voor alle daden door hen als zoodanig verrigt, of tot welker daarstelling of uitvoering zij zullen hebben medegewerkt, waardoor de grondwet of de wetten mogten geschonden of niet opgevolgd zijn.
- Artikel 76. Ten einde van deze medewerking te doen blijken, zullen alle Koninklijke besluiten en beschikkingen moeten voorzien zijn van de mede-onderteekening van het hoofd van het ministerieel departement waartoe dezelven behooren.

Bij de grondwetswijziging van 1983 werd de strafrechtelijke ministeriële verantwoordelijkheid geschrapt.

### Hedendaagse betekenis

#### Ten aanzien van het eigen regeringsbeleid
De ministeriële verantwoordelijkheid betekent ook dat een minister verantwoording verschuldigd is aan de Staten-Generaal voor alles waar hij voor bevoegd is. Daarbij gaat het ook om de bevoegdheden van zijn ondergeschikte ambtenaren en zowel om 'handelen' als het 'nalaten van handelen'.
Een minister is politiek verantwoordelijk voor:
1. Het koninklijke handelen en nalaten
2. Het handelen en nalaten van de bewindslieden
3. Het handelen en nalaten van de ambtelijke dienst.

Het is staatsrechtelijk onduidelijk of het Kabinet zijn contreseign aan een onwelgevallige initiatiefwet kan onthouden.

#### Ten aanzien van de Koning
In de hedendaagse grondwet is de ministeriële verantwoordelijkheid te vinden in artikel 42, tweede lid. Dit artikel benadrukt de onschendbaarheid van de Koning. Voor alles wat de Koning doet of zegt kan de direct verantwoordelijke minister door het parlement ter verantwoording worden geroepen.
Sinds de jaren 1980 en 1990 heeft de ministeriële verantwoordelijkheid een minder beperkend karakter. Het staatshoofd krijgt van de premier de mogelijkheid om een ruimere maatschappelijke invulling aan zijn taak te geven. Het staatshoofd wordt niet langer uitsluitend op het paleis geïnformeerd, maar ook buiten het paleis, bijvoorbeeld door het afleggen van werkbezoeken. Het staatshoofd wordt tijdens een werkbezoek door een minister of staatssecretaris vergezeld om geïnformeerd te worden over een bepaald beleidsterrein.

#### Ten aanzien van de koninklijke familie
De ministeriële verantwoordelijkheid geldt ook voor de andere leden van het Koninklijk Huis. Dit wordt wel een afgeleide verantwoordelijkheid genoemd, omdat zij niet rechtstreeks uit de grondwet voortvloeit. Het gedrag van leden van de koninklijke familie, meer in het bijzonder de leden van het koninklijk huis (artikel 39 GW) kunnen de positie van de Koning raken. Zo is de gedachte ontstaan dat voor dergelijk handelen ministeriële verantwoordelijkheid moet worden aangenomen. De verantwoordelijkheid wordt groter naarmate iemand dichter bij het staatshoofd staat. Vooral de echtgenoot en de vermoedelijke erfgenaam van de troon vallen in sterke mate onder de ministeriële verantwoordelijkheid. De afgeleide ministeriële verantwoordelijkheid is volgens sommige auteurs moeilijk te verdedigen, omdat ministers, op wie deze zou rusten, geen bevoegdheden bezitten ten aanzien van de leden van het koninklijk huis.
De ministeriële verantwoordelijkheid voor de leden van het Koninklijk Huis maakt het noodzakelijk om het aantal leden van dat Huis te beperken. Zo verloren van rechtswege de kinderen van prinses Margriet hun lidmaatschap van het Koninklijk Huis toen prins Willem-Alexander koning werd. Anders dan veel mensen denken blijven de kinderen van Prinses Margriet wél lid van de koninklijke familie, maar daarvoor geldt de ministeriële verantwoordelijkheid niet.